# Joseph H. Boardman

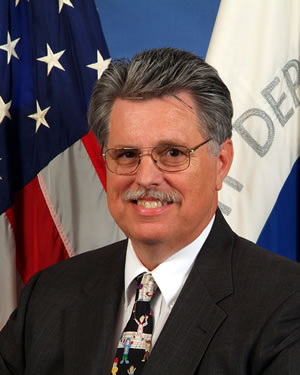
Joseph H. Boardman

Joseph H. Boardman (* 23. Dezember 1948 in Rome, New York; † 7. März 2019 in Florida) war ein US-amerikanischer Staatsbediensteter und von 2008 bis 2016 Chief Executive Officer (CEO) und Präsident der staatlichen Eisenbahngesellschaft Amtrak.

## Leben
Joseph Boardman wuchs als zweites von acht Kindern auf einer Milchfarm in Taberg im Oneida County im Bundesstaat New York auf. 1966 meldete er sich freiwillig zur United States Air Force und war von 1968 bis 1969 in Vietnam eingesetzt.
Nach seiner Entlassung studierte er an der Cornell University in Ithaca und promovierte zum Bachelor of Science in Agriculture Economics. Den Master of Science in Management Science erhielt er an der State University of New York in Binghamton.
Von Juli 1981 bis Dezember 1988 war er Commissioner of Public Transportation im Broome County im Bundesstaat New York. Während dieser Zeit verbesserte er das öffentliche Verkehrsangebot. So wurde das gesamte Busliniennetz überarbeitet und ein neues Preissystem erstellt. Außerdem wurde die Busflotte umfassend erneuert und die Fahrzeugwerkstatt neu errichtet.
Im Juli 1981 war er Mitbegründer der New York Public Transit Association, eines Zusammenschlusses der Anbieter von öffentlichen Transportleistungen. Von 1987 bis 1989 war er Präsident dieser Vereinigung. Ab 1989 arbeitete er als Chief Operating Officer für das Unternehmen Progressive Transportation Services Inc. Dieses Beratungsunternehmen unterstützte mehrere Gemeinden in New York bei der Verbesserung des lokalen und regionalen öffentlichen Verkehrsangebotes.
Am 23. Februar 1995 wechselte er zum Department of Transportation des Staates New York. Dort war er zunächst Assistant Commissioner für das Office of Public Transportation und First Deputy Commissioner. Ab Februar 1997 war Boardman, der den Republikanern angehörte, amtierender Commissioner (Leiter) des Department of Transportation und damit Mitglied der Staatsregierung von Gouverneur George Pataki. Am 22. Juli 1997 wurde er schließlich zum Commissioner berufen. In der Folge war er stark in der Ausweitung des Angebotes von Amtrak in New York eingebunden. Außerdem führte er Vergaberegularien ein, die die vorfristige Fertigstellung von Baumaßnahmen förderten sowie Vertragsstrafen bei Verzug zuließen.
2005 war er Vorsitzender des Executive Committee des Transportation Research Board und von 2000 bis 2005 Vorsitzender des Standing Committee on Rail Transportation (SCORT) der American Association of the State Highway and Transportation Officials (AASHTO) und verantwortete dabei unter anderem Untersuchungen zum Investitionsbedarf und der Profitabilität des intermodalen Verkehres.
Am 28. April 2005 wurde er vom Senat als elfter Leiter der staatlichen Eisenbahnbehörde (Federal Railroad Administration) bestätigt. Gleichzeitig wurde er Vertreter des Verkehrsministeriums der Vereinigten Staaten im Vorstand von Amtrak.
Am 26. November 2008 wurde Boardman für ein Jahr zum CEO und Präsidenten von Amtrak berufen, nachdem Alexander K. Kummant Anfang des Monats zurückgetreten war. Seine Tätigkeit für Amtrak beendete er zum 31. August 2016. Er starb am 7. März 2019 an einem Schlaganfall während eines Urlaubs mit seiner Familie in Florida.
Boardman lebte mit seiner Frau in Washington und hatte drei Kinder.